# Clonmellon
Clonmellon is een plaats in het Ierse graafschap Westmeath. De plaats telt 316 inwoners.